# Bezange-la-Petite
Bezange-la-Petite és un municipi francès, situat al departament del Mosel·la i a la regió del Gran Est. L'any 2007 tenia 92 habitants.

## Demografia

### Població
El 2007 la població de fet de Bezange-la-Petite era de 92 persones. Hi havia 32 famílies, de les quals 4 eren unipersonals (4 homes vivint sols), 12 parelles sense fills, 8 parelles amb fills i 8 famílies monoparentals amb fills.
La població ha evolucionat segons el següent gràfic:
Habitants censats

### Habitatges
El 2007 hi havia 40 habitatges, 35 eren l'habitatge principal de la família, 2 eren segones residències i 3 estaven desocupats. 39 eren cases i 1 era un apartament. Dels 35 habitatges principals, 33 estaven ocupats pels seus propietaris i 2 estaven llogats i ocupats pels llogaters; 2 tenien tres cambres, 5 en tenien quatre i 28 en tenien cinc o més. 25 habitatges disposaven pel capbaix d'una plaça de pàrquing. A 17 habitatges hi havia un automòbil i a 14 n'hi havia dos o més.

### Piràmide de població
La piràmide de població per edats i sexe el 2009 era:
| Homes | Edats   | Dones |
| ----- | ------- | ----- |
| 0     | 95 o +  | 0     |
| 0     | 90 a 94 | 0     |
| 0     | 85 a 89 | 0     |
| 0     | 80 a 84 | 4     |
| 0     | 75 a 79 | 0     |
| 4     | 70 a 74 | 4     |
| 12    | 65 a 69 | 0     |
| 0     | 60 a 64 | 0     |
| 0     | 55 a 59 | 8     |
| 4     | 50 a 54 | 0     |
| 0     | 45 a 49 | 0     |
| 8     | 40 a 44 | 4     |
| 4     | 35 a 39 | 8     |
| 4     | 30 a 34 | 4     |
| 0     | 25 a 29 | 0     |
| 0     | 20 a 24 | 0     |
| 0     | 15 a 19 | 8     |
| 4     | 10 a 14 | 0     |
| 12    | 5 a 9   | 8     |
| 4     | 0 a 4   | 0     |

## Economia
El 2007 la població en edat de treballar era de 48 persones, 30 eren actives i 18 eren inactives. De les 30 persones actives 29 estaven ocupades (19 homes i 10 dones) i 1 aturada (1 home). De les 18 persones inactives 7 estaven jubilades, 4 estaven estudiant i 7 estaven classificades com a «altres inactius».
Activitats econòmiques
L'únic establiment que hi havia el 2007 era d'una empresa financera.
L'any 2000 a Bezange-la-Petite hi havia 5 explotacions agrícoles que ocupaven un total de 480 hectàrees.

## Equipaments sanitaris i escolars
El 2009 hi havia una escola elemental integrada dins d'un grup escolar amb les comunes properes formant una escola dispersa.

## Poblacions més properes
El següent diagrama mostra les poblacions més properes.